# Antonio Putignano

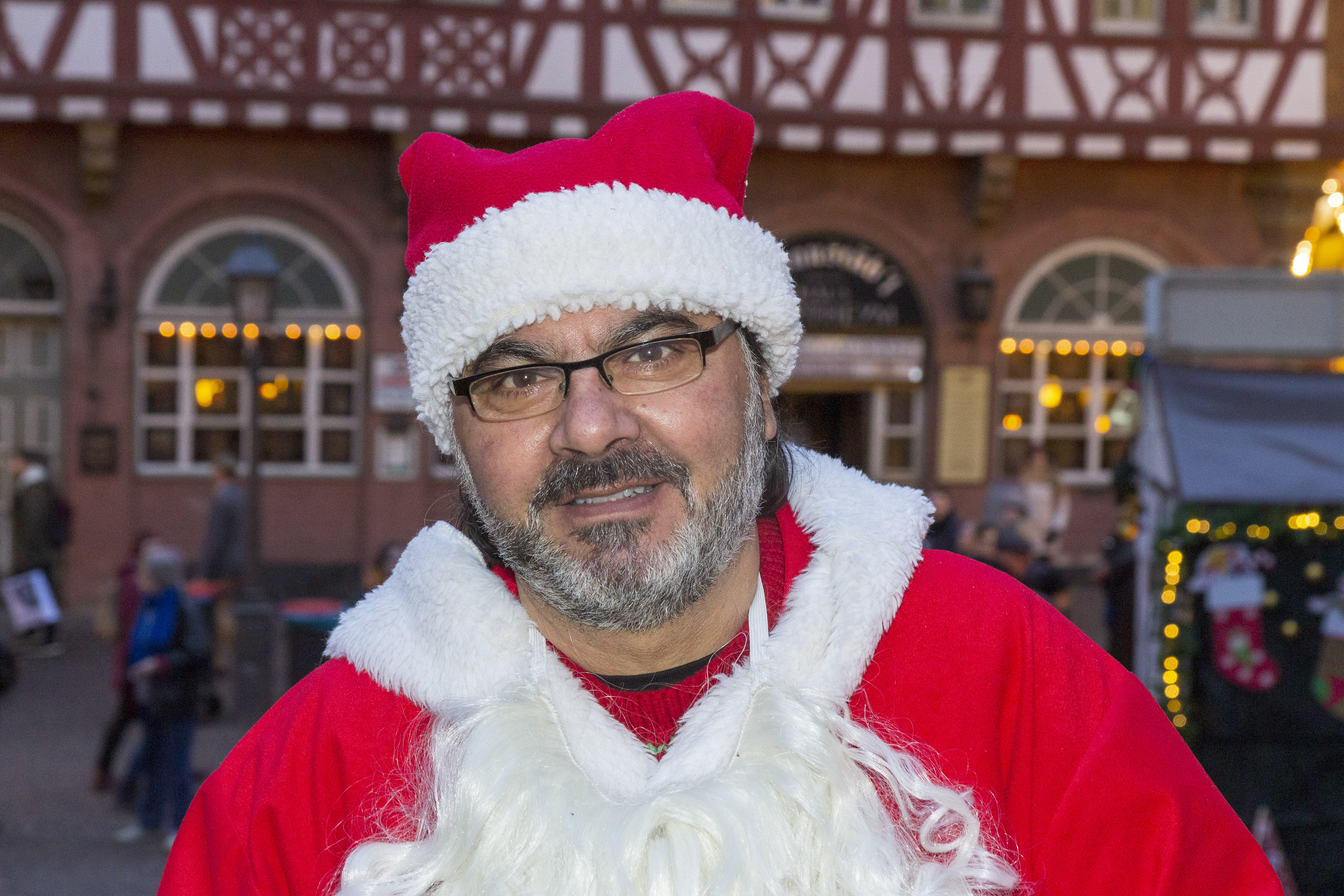
Antonio Putignano (2019 am Set von Weihnachtstöchter)

Antonio Putignano (* 1. Mai 1961 in Brindisi, Italien) ist ein Schauspieler. Er besitzt die doppelte Staatsbürgerschaft (die italienische und die deutsche).
Putignano absolvierte zunächst in Italien eine Ausbildung zum Kfz-Schlosser, danach absolvierte er eine Schauspielausbildung. Er wirkte unter anderem in den Fernsehserien Gegen den Wind, HeliCops – Einsatz über Berlin, Ein Fall für zwei und in Die Jahrhundertlawine mit. Von 2000 bis zur letzten Folge im Juni 2011 spielte er in der Seifenoper Marienhof die Rolle des Restaurantbesitzers Stefano Maldini.
Putignano ist auch am Theater tätig, unter anderem am Kammerspiel im Schauspiel Frankfurt.

## Filmografie (Auswahl)
- 1992: Die Liebesreise des Herrn Matzke
- 1995–1999: Gegen den Wind (Fernsehserie, 35 Folgen)
- 1998: 2 Männer, 2 Frauen – 4 Probleme!?
- 1996: Echte Kerle
- 1999: Tatort: Dagoberts Enkel (Fernsehreihe)
- 2000–2011: Marienhof
- 2001: Ein Sommertraum
- 2003: Tatort: Romeo und Julia (Fernsehreihe)
- 2005: Was für ein schöner Tag
- 2007: Sehnsucht nach Rimini
- 2008: Der Herrscher von Edessa
- 2008: Die Jahrhundertlawine
- 2010: Sind denn alle Männer Schweine?
- 2011: Nina sieht es ...!!!
- 2011: Toni Costa – Kommissar auf Ibiza: Der rote Regen
- 2012: Schmidt & Schwarz
- 2012: Nein, Aus, Pfui! Ein Baby an der Leine
- 2012: Toni Costa – Kommissar auf Ibiza: Küchenkunst
- 2013: Großstadtrevier (Der zweite Mann)
- 2014: Männerhort
- 2016: Akte Ex (Zieht euch aus!)
- 2018: Väter allein zu Haus: Mark
- 2019: Die Spur der Mörder
- 2020: Weihnachtstöchter
- 2022: München Mord: Dolce Vita (Fernsehreihe)
- 2022: Dahoam is Dahoam (Folge 3028, 3029, 3030 – Jubiläumsfolgen)
- 2022: Unterm Apfelbaum – Panta Rhei – Alles im Fluss
- 2023: Inga Lindström – Die Süße des Lebens
- 2022: Sayonara Loreley – Wiedersehen in Rüdesheim (Fernsehfilm)
- 2023: Inga Lindström – Einfach nur Liebe
- seit 2023: Die Landarztpraxis (Sat 1)
- 2023: Schock